# José Arpa Perea
José Arpa Perea – hiszpański malarz pejzażysta tworzący na przełomie XIX i XX wieku. Od najmłodszych lat interesował się malarstwem, a w szczególności pejzażem, który pozwalał mu na rozwijanie technik koloru i światła. Wyróżniał się również jako portrecista.
Urodził się w Carmonie w prowincji Sewilla, wychował się w ubogiej rodzinie. Zaczął studia na Akademii Sztuk Pięknych w Sewillii, był uczniem madryckiego malarza Eduardo Cano, przedstawiciela malarstwa historycznego. Do akademii uczęszczał wieczorowo, gdyż w ciągu dnia pracował we własnym malarskim warsztacie. Po kilku latach nauki w Sewilli otrzymał stypendium na studia w Rzymie (1883-1886), gdzie malował głównie obrazy o tematyce historycznej.
W 1895 r. wyjechał do Maroka, gdzie zainteresował się kulturą muzułmańską, co znalazło odzwierciedlenie w jego dziełach.
W 1896 r. wyjechał do Meksyku, mieszkał wiele lat w Puebla, gdzie namalował wiele obrazów oraz brał udział w wystawach. Po wybuchu rewolucji w Meksyku wyjechał do Stanów Zjednoczonych, a konkretnie do San Antonio, w Teksasie. Spędził tam kilka lat wzbudzając uznanie krytyków pięknem i kolorystyką pejzaży, założył również szkołę malarstwa, którą sam kierował. Wrócił do Hiszpanii w 1928 r, ostatnie lata swojego życia spędził w Sewilli. Jedno z jego dzieł można oglądać w Muzeum Sztuk Pięknych w Sewilli.